# رود دژیدا
رود دژیدا (به لاتین: Dzhida) یک رود در روسیه است که در بوریاتیا واقع شده‌است.